# Colector de admisión

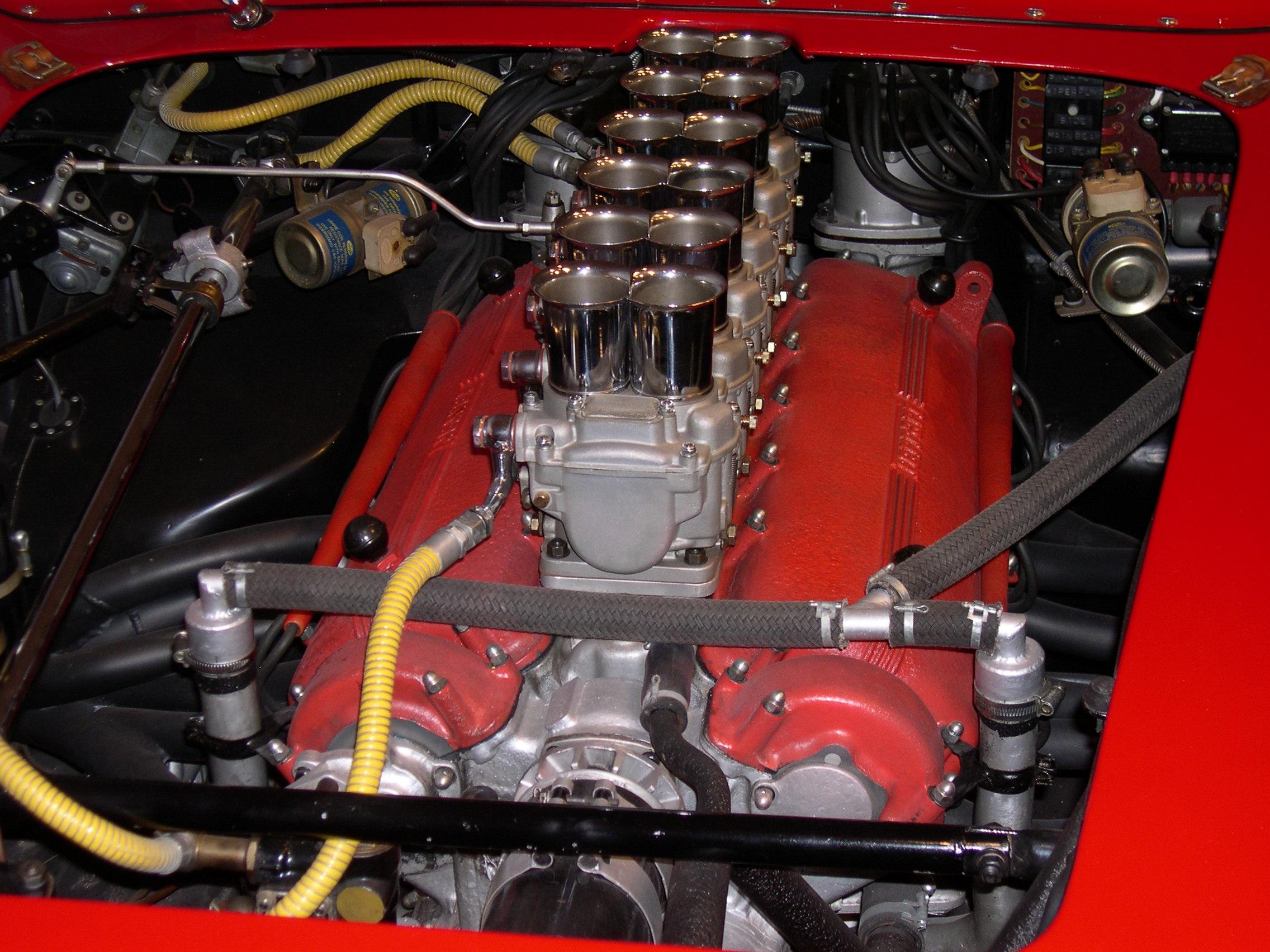
Carburadores utilizados como admisión.

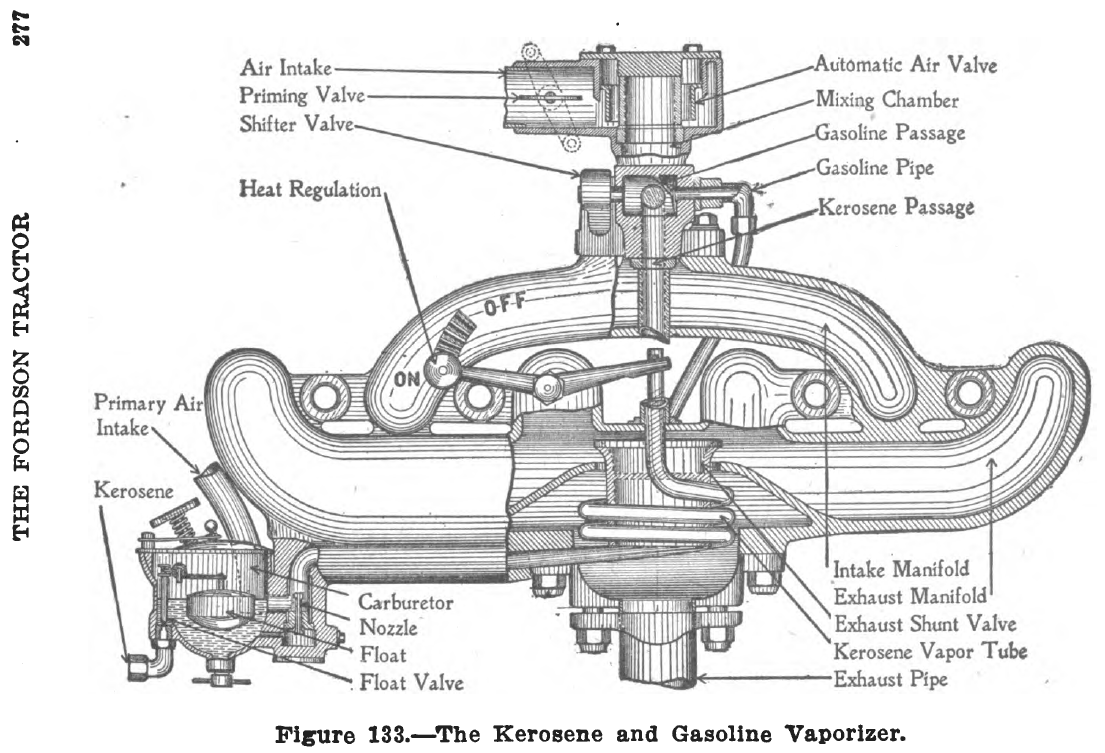
Una vista lateral de la admisión de un tractor Fordson original (colector de admisión, vaporizador, carburador y vías de combustible).

En automoción, un colector de admisión o múltiple de admisión en algunos países (inlet o intake manifold en inglés), es la pieza del motor que proporciona la mezcla de combustible y aire a los cilindros. 
Por otro lado, el colector de escape recoge los gases de escape de varios cilindros, reduciendo el número de conductos; normalmente a uno solo.
La función principal del colector de admisión es distribuir equitativamente la mezcla de combustión a cada cilindro. Dicha distribución es importante para optimizar la eficacia y el rendimiento del motor. Además, puede servir como soporte del carburador, cuerpo del acelerador, inyectores de combustible y demás componentes del motor.
Debido al movimiento descendente de los pistones y la restricción causada por la válvula de paso del acelerador, en los motores de émbolo de encendido por chispa se produce un vacío parcial en el colector de admisión (inferior a la presión atmosférica). Este vacío en el colector puede ser sustancial y, en ocasiones, usado como fuente de energía auxiliar del automóvil para mantener sistemas auxiliares, como los frenos, el control de emisiones, control de velocidad, encendido avanzado, limpiaparabrisas, elevalunas, sistema de válvulas de ventilación, etc.
Este vacío también se puede usar para extraer los gases del mediante cárter del motor. Esto se conoce como sistema de ventilación de gases del cárter (PCV), en el que los gases se queman con una mezcla de aire/combustible.
El colector de admisión se ha fabricado, históricamente, de aluminio o hierro fundido, pero se está popularizando el uso de materiales plásticos (por ejemplo, la mayoría de Chrysler 4 cilindros, el Ford Zetec 2.0, Duratec 2.0 y 2.3 y la serie Ecotec de GM).

## Turbulencias
El carburador o los inyectores pulverizan combustible en el aire del colector. Debido a las fuerzas electrostáticas del combustible este se adhiere a las paredes del colector. Esta acción no es deseada, ya que crea inconsistencias en la mezcla de aire y combustible. Las turbulencias en la admisión hacen que se apliquen al combustible fuerzas de proporciones desiguales en diferentes vectores, lo que ayuda a la atomización. Una mejor atomización permite un quemado mayor del combustible y ayuda a reducir el picado de bielas. Para lograr esta turbulencia se suele dejar la superficie de la admisión y los puertos de admisión de la cabeza del cilindro con rugosidad y sin pulir.
Solo son útiles unos grados de turbulencia en la admisión. Una vez esté el combustible suficientemente atomizado, las turbulencias adicionales solo harán que se pierda presión innecesaria, reduciendo el rendimiento del motor.

## Eficiencia volumétrica

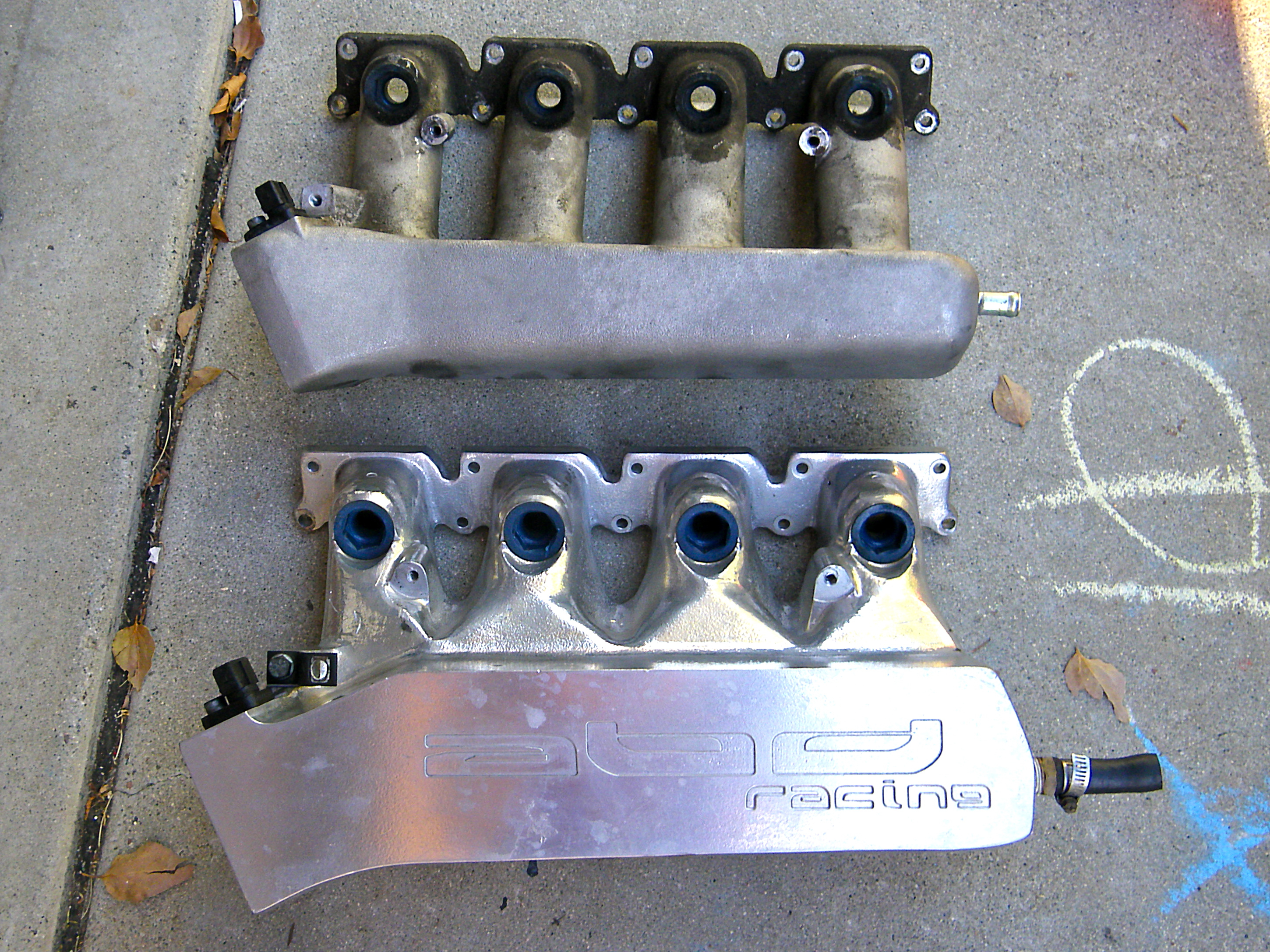
Comparación entre unos colectores de admisión de serie del Volkswagen 1.8T (arriba) y unos forjados para competición (abajo). En los colectores forjados los conductos a las cabezas de los cilindros son mucho más amplios. Esta diferencia mejora la eficiencia volumétrica de la admisión de aire/combustible al motor.

El diseño y la orientación de los colectores de admisión es el factor más importante en la eficiencia volumétrica de un motor. Cambios de dirección bruscos provocan pérdidas de presión, resultando en menos entrada de aire a la cámara de combustión; los colectores de alto rendimiento tienen giros muy poco pronunciados y transiciones graduales entre segmentos adyacentes.

## Colectores de admisión con longitud variable

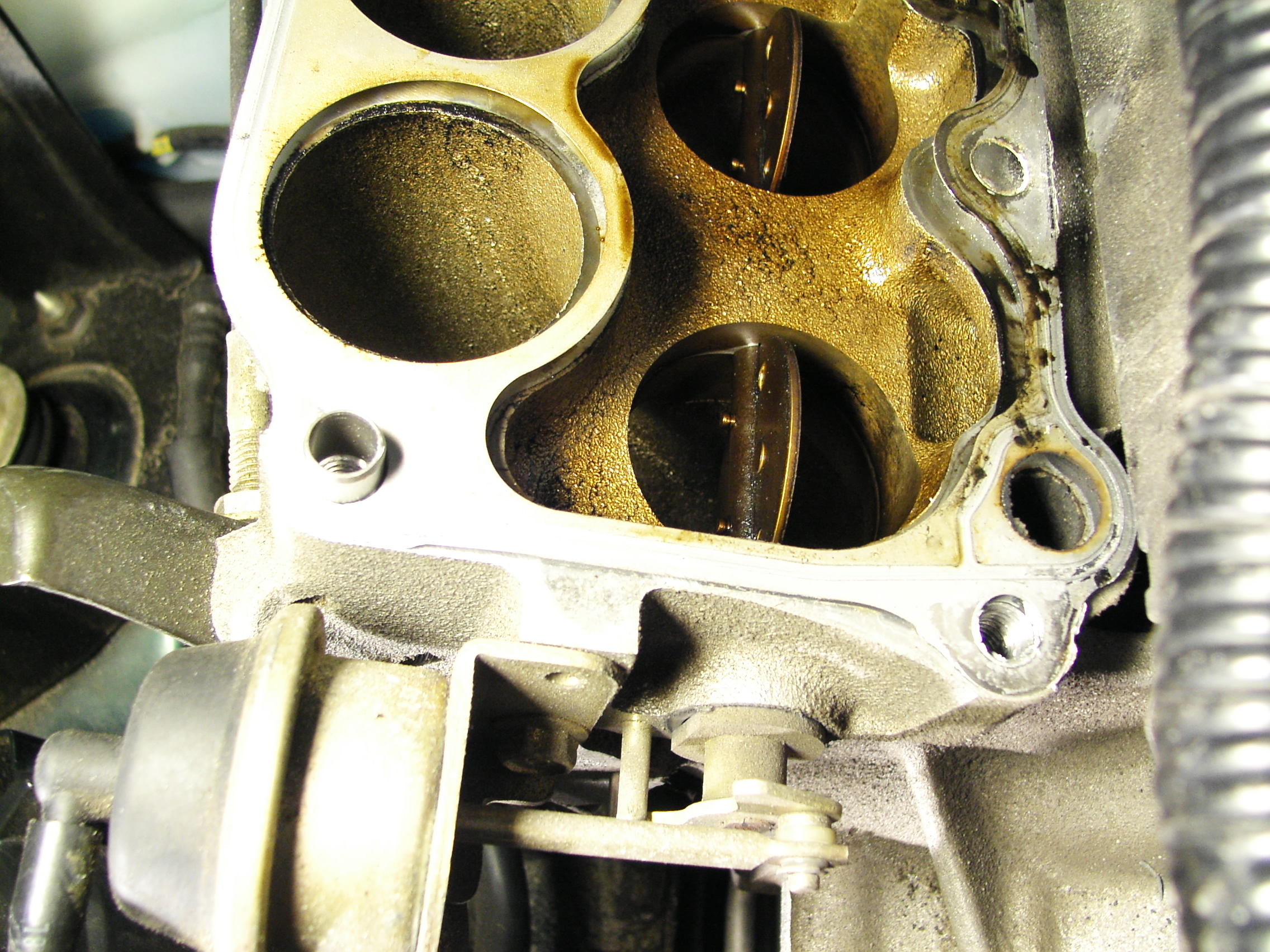
Colector de admisión inferior de un Mazda Miata de 1999, mostrando los componentes de un sistema de longitud variable de la admisión.

Los colector de admisión con longitud variable (VLIM por sus siglas en inglés, Variable-Length Intake Manifold) es una tecnología de colectores en motores de combustión interna.
Existen cuatro implementaciones comunes. La primera consiste en dos conductos de admisión con distinta longitud y una válvula de mariposa que cierra el paso corto. En la segunda los conductos de admisión están en torno a un pleno común, mientras una válvula corredera los separa de él, haciendo variable su longitud. Los conductos rectos de alta velocidad pueden recibir conexiones, como extensiones del conducto. El pleno de un motor de 6 u 8 cilindros puede dividirse en mitades, con una mitad de cilindros en un lado y otra mitad en otro. Ambos subplenos y el colector de admisión están conectados mediante una conexión en Y. El aire oscila entre ambos subplenos con una presión de oscilación alta, pero constante. Cada conducto del subpleno al pleno principal puede cambiar su longitud.
Como el nombre implica, los VLIM pueden variar según su longitud para optimizar potencia y el par, además de brindar una mayor eficacia del combustible.
Hay dos efectos principales de colectores de admisión con geometría variable:
- Efecto Venturi: A bajas rpm, la velocidad del flujo del aire se aumenta dirigiendo el aire por una zona de capacidad limitada. Cuando la carga aumenta se abre un camino más amplio para que entre mayor cantidad de aire a la cámara. En los diseños con doble árbol de levas en cabeza (DOHC), el conducto de aire suele interconectarse entre válvulas de admisión separadas, permitiendo que se excluya el camino más corto, desactivando la propia válvula de admisión.
- Presurización: Un motor preparado con rutas de admisión puede tener un efecto de presurización similar a los de baja presión con sobrealimentador, produciendo una resonancia Helmholtz. Sin embargo, esto solo ocurre en motores estrechos donde la velocidad del motor se ve influenciada directamente por la longitud de admisión. Una admisión variable crea dos o más puntos de entrada presurizada. Cuanto mayor sea la velocidad del aire que entra, la presión dinámica que empuja el aire (o la mezcla) en el motor es mayor. La presión dinámica es proporcional a la entrada de aire al motor, por lo que si la entrada es más estrecha o larga la velocidad o presión dinámica será mayor.

Algunos fabricantes usan una tecnología similar con distintos nombres. Otro término común es el de sistema de inducción con resonancia variable, VRIS por sus siglas en inglés (Variable Resonance Induction System).